# Elektrizitäts- und Wasserwerk Wettingen

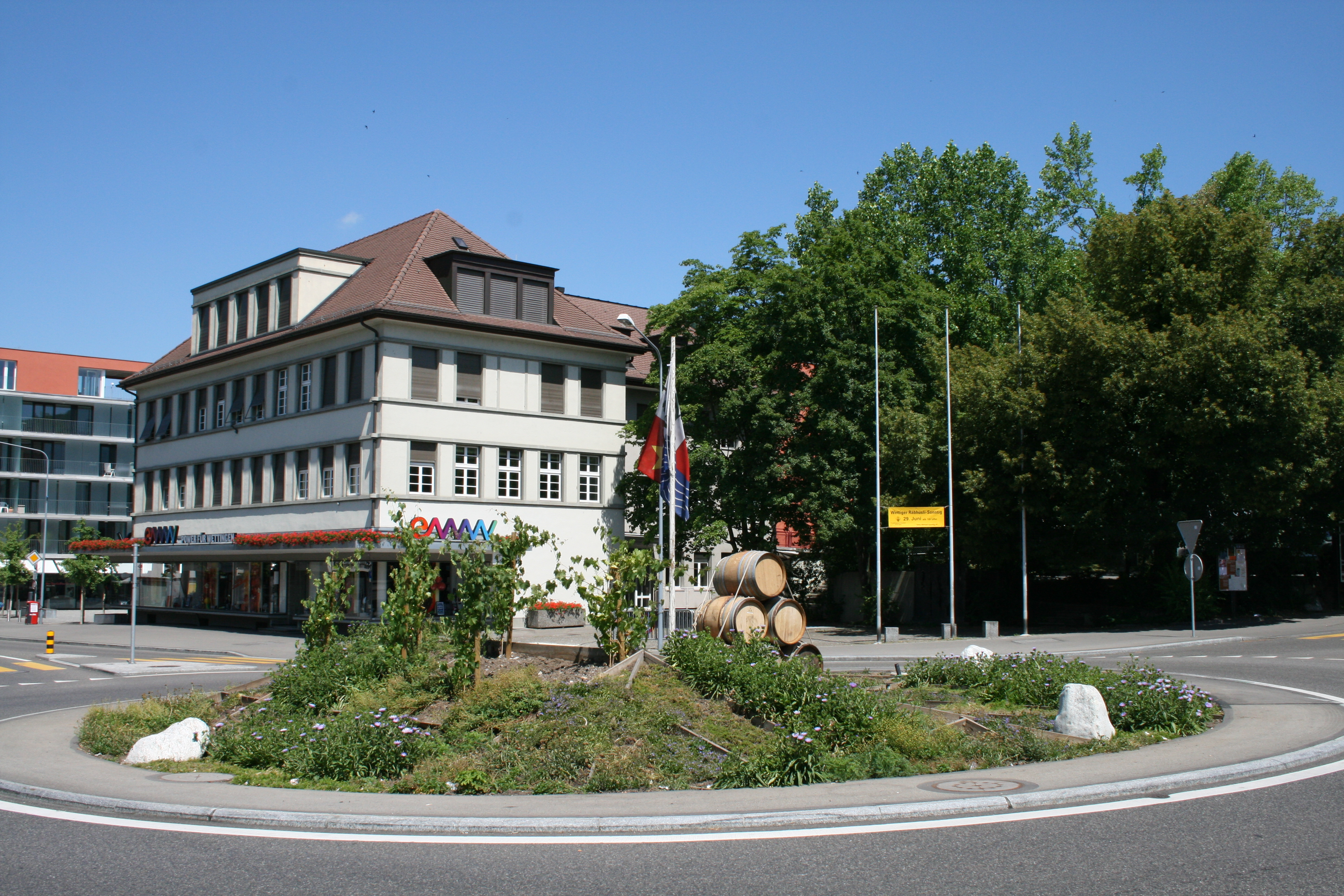
Der Kreisel an der Kreuzung Landstrasse zur Alberich-Zwyssigstrasse mit dem Verwaltungsgebäude der Elektrizitäts- und Wasserwerk Wettingen.

Das Elektrizitäts- und Wasserwerk Wettingen (kurz: EWW) ist eine kommunale Gesellschaft der Gemeinde Wettingen im Kanton Aargau. Sie wurde 1938 aus den beiden unabhängig gegründeten Gesellschaften der Elektrizitätswerke Wettingen 1908 und der Wasserwerke Wettingen 1901 zusammengeschlossen. Bis Ende 2016 wurde das EWW als Eigenbetrieb geführt. Seit dem 1. Januar 2017 ist das EWW eine Aktiengesellschaft im 100%igen Besitz der Einwohnergemeinde Wettingen.

## Wasser

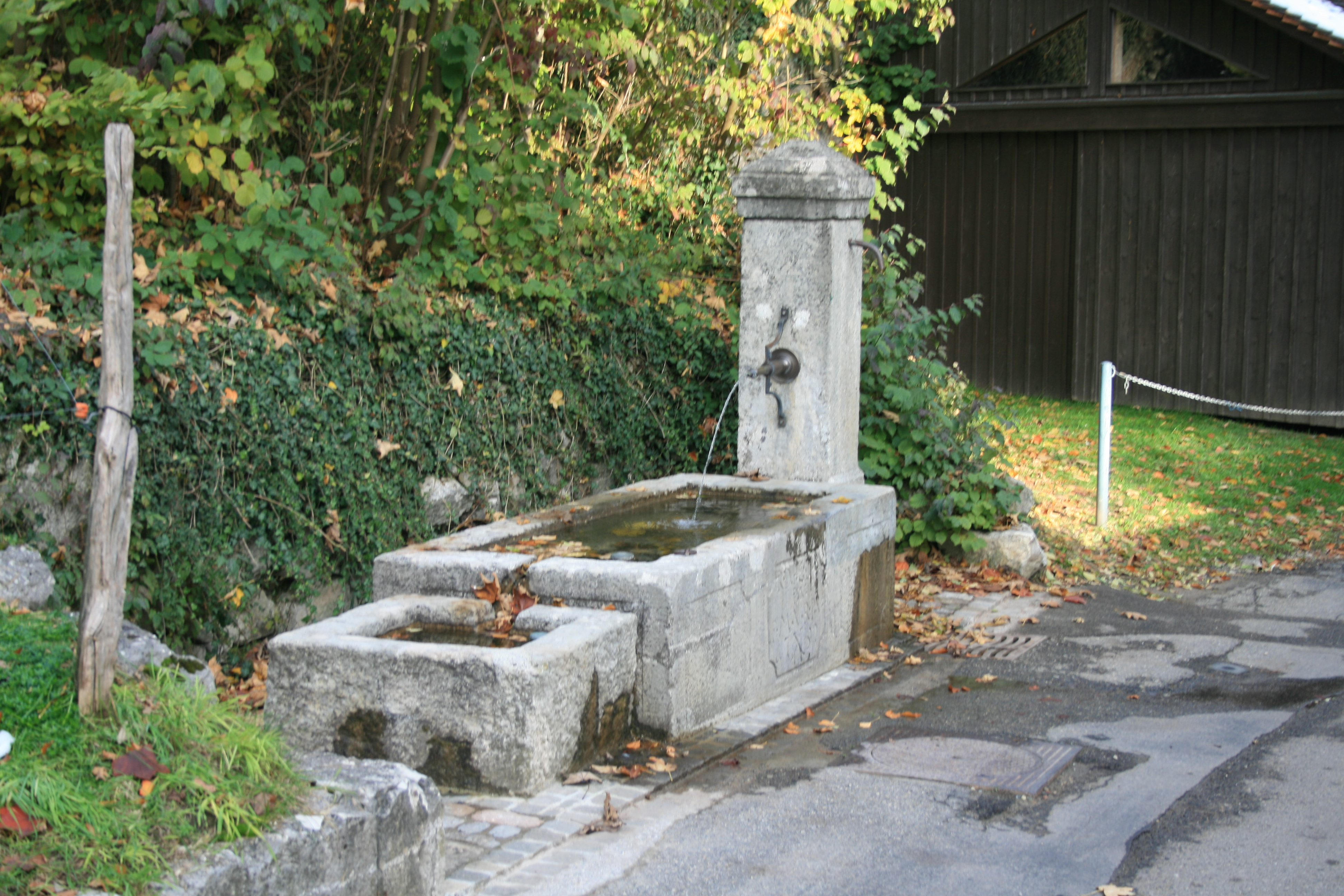
Laufbrunnen

Die bevölkerungsreichste Gemeinde im Kanton hatte im Jahr 2000 einen Wasserverbrauch von 2,1 Mio. m3, das sind zwischen 6 und 9 Mio. Liter pro Tag oder 330 bis 505 Liter pro Tag und Einwohner. 61 % gehen an Haushaltungen und Kleingewerbe, 39 % an die Industrie und öffentliche Einrichtungen. Täglich fallen durchschnittlich 5000 m3 Abwasser an, das im kommunalen Klärwerk Turgi mehrstufig gereinigt wird. Die Gemeinde Würenlos kann bei Bedarf täglich bis zu 2'500 m3 des Wettinger Wassers kaufen, da die beiden Gemeindenetze miteinander verbunden sind. Ein regionaler Verbund, der Mitte der 1980er Jahre angestrebt worden war, ist nicht zustande gekommen.
Das Wasser wird ausschließlich aus eigenen Brunnen und Quellen gefördert. Vom Volumen von 2,36 Mio. m3 kommen 0,33 m3 als Quellwasser zutage, das Gros wird als Grundwasser ans Tageslicht gepumpt. Dazu sind die beiden Pumpwerke Tägerhard (seit 1933) und Bettleren seit 1965 in Betrieb. Das Wasser in Wettingen hat Trinkwasserqualität, ist aber mit 9°fH als hart eingestuft.

## Elektrizität
Zur Einhundertjahrfeier nach Gründung der Elektrizitätsgesellschaft in Wettingen wurden Statistiken veröffentlicht, die folgendes Bild wiedergeben: Die Energieleistung ab Werk betrug 94,5 Mio. kWh, bei 19'400 Einwohnern ein durchschnittlicher Verbrauch von etwa 4700 kWh. Das Netz wird über 31,5 km Hochspannungs- und 195 km Niederspannungsnetz versorgt, wobei bis auf 400 Meter das gesamte Niederspannungsnetz im Boden liegt. Es gab 2007 2900 Hausanschlüsse und gut 13'000 Zähler. Die Strassenbeleuchtung wird von 1975 Leuchten hergestellt. Der Stromverbrauch gliedert sich in 59 % Haushalt und Kleingewerbe, 31 % Industrie, 3 % öffentliche Gebäude und Strassenbeleuchtung, weitere 3 % für das Sportzentrum Tägerhard sowie 3 % Netzverlust und Ableseverschiebung. Die Pumpstation benötigt 1 % für die Wasserversorgung.